# Borgerlig kommun

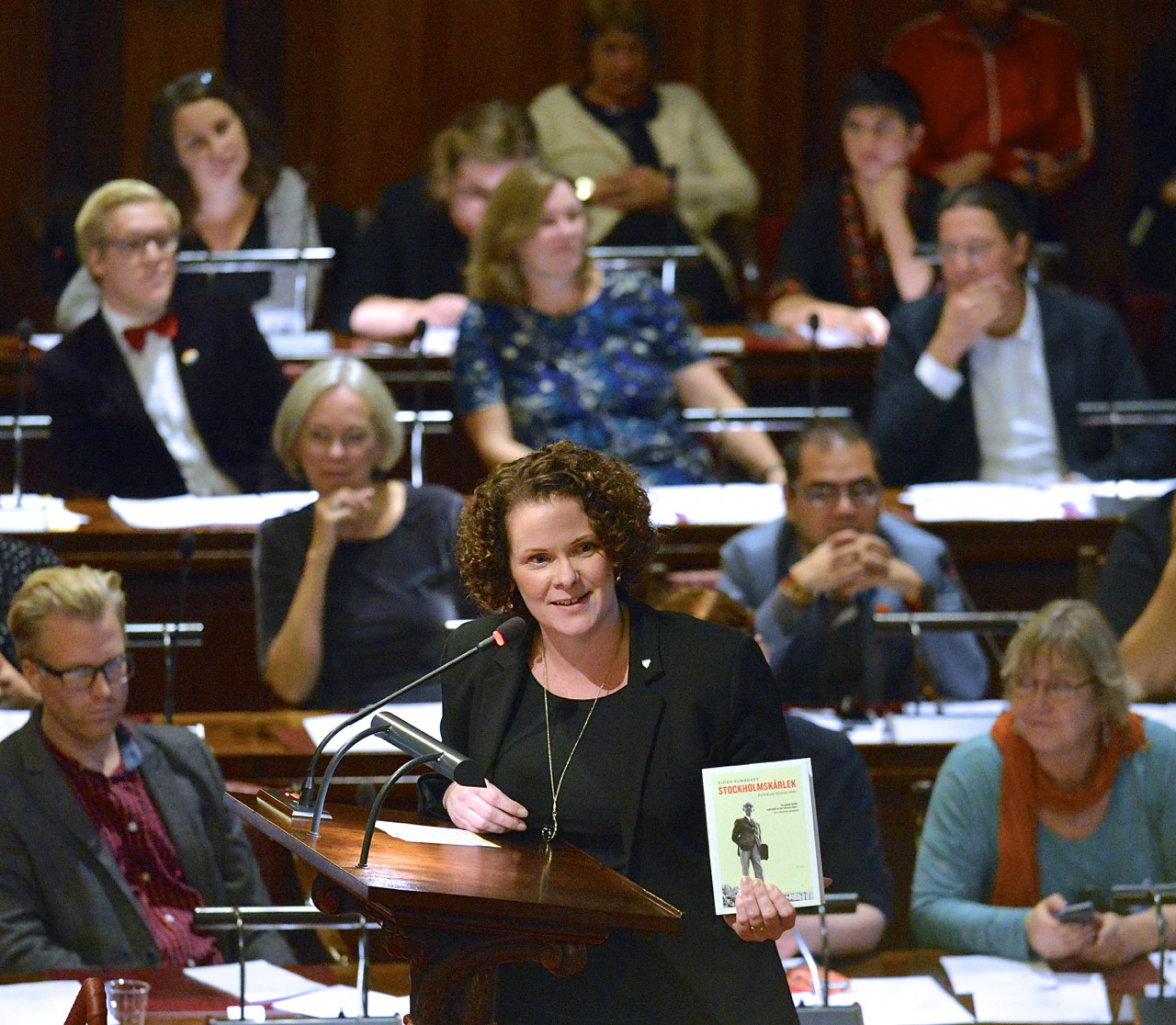
Stockholms kommunfullmäktige i oktober 2014.

En borgerlig kommun är detsamma som den administrativa enheten kommun. Begreppet används när man vill särskilja den borgerliga kommunen från den kyrkliga kommunen, det vill säga församlingen. Begreppet är mindre vanligt i dag, sedan Svenska kyrkan och svenska staten den 1 januari 2000 skildes åt.
Begreppet kan även användas om kommuner där borgerliga partier innehar majoritet.

### Fotnoter
1. ↑  ”Enköping ensam borgerlig kommun i länet”. Sveriges Radio. 16 september 2002. http://sverigesradio.se/sida/artikel.aspx?programid=114&artikel=119780. Läst 5 januari 2018.